# Ксена: принцеса-воїн: Талісман долі
Ксена: принцеса-воїн: Талісман долі (англ. Xena: Warrior Princess: The Talisman of Fate) — відеогра в жанрі файтинг, розроблена компанією Saffire Corporation і видана Titus Interactive для ігрової платформи Nintendo 64 у 1999 році. Гру засновано на американському телевізійному серіалі «Ксена: принцеса-воїн».

## Передісторія
Десь у храмі богів зберігається древній могутній артефакт під назвою «Талісман долі» (англ. The Talisman of Fate). В руках того, хто заволодіє ним, сконцентрується влада над долею людства. Одного разу з паралельного світу на Землю прийшло велике зло — демон на ім'я Відчай (англ. Despair). Зле божество на ім'я Дахок, якого боги замкнули в паралельному світі, надіслав демона до світу людей, аби той викрав Талісмана з храму. Ксена та інші герої повинні спинити демона і не дати йому звільнити Дахока.

## Ігровий процес
Гра є файтингом з кількома режимами гри, які можна обирати у головному меню:
- «Квест» (англ. Quest) — складається з кількох поєдинків із наростаючим рівнем складності; у фінальному поєдинку необхідно здолати Відчая.
- «Проти» (англ. Versus) — один бій між обраними персонажами за принципом «дві команди». У цьому режимі доступно від двох до шістнадцяти бійців за раунд (від двох до восьми з кожного боку); також тут можна обирати «сцену» для поєдинку та режим гри (двоє гравців проти один одного чи один гравець проти комп'ютера). Якщо гравець обирає більше, ніж чотирьох бійців, то бій розпочинають перші четверо персонажів, а потім по мірі їх поразки у гру вступають нові.
- «Перелік» (англ. Roster) — один бій між обраними персонажами; у цьому режимі відсутні команди, кожен персонаж може атакувати будь-якого іншого персонажа. Загалом цей режим схожий на «Проти».
- «Тренування» (англ. Practice) — режим навчання, В якому гравцям доступно від двох до чотирьох персонажів; здоров'я бійців тут необмежене, а таймер вимкнений. Режими гри ті ж, що й у «Проти». Якщо гравець обирає бій проти комп'ютера, то з'являється можливість налаштувати рівень складності від 1 до 11 — що вище рівень, тим сильніше супротивники — та поведінку супротивника (він може просто стояти чи захищатися). Перед боєм для обраного персонажа показуються комбінації клавіш, після натискання яких можна виконати спеціальний прийом; під час бою всі натискання клавіш показуються на екрані.

В останніх трьох режимах також можна обрати тільки керованих комп'ютером бійців і поспостерігати за їх діями під час поєдинку, не беручи участі у грі.
Також в головному меню для режиму «Квест» можна налаштувати складність гри: «Смертний» (англ. Mortal), «Герой» (англ. Hero) або «Бог» (англ. God), а також час поєдинку та кількість раундів. На рівні складності «Смертний» супротивники не такі сильні, як на інших рівнях складності, та рідко застосовують спеціальні прийоми; «Герой» трохи складніше. На цих двох рівнях складності гравець повинен здолати в поєдинку одного супротивника. На рівні ж складності «Бог» кількість супротивників збільшується до двох.
У грі представлено одинадцять персонажів. Переважно це герої телесеріалу (Ксена, Габріелла, Джоксер, Автолік, Арес, Ефіні, Лао Ма, Каллісто, Веласка та Цезар). Кожен з них володіє індивідуальними здібностями, серіями ударів і спеціальними прийомами. Після проходження гри з'являється можливість пограти за ще одного персонажа — демона Відчая, «боса» гри. Цей персонаж набагато сильніше за будь-якого з бійців, і тому є «бонусним».
Всіх персонажів, окрім Відчая, виконано в чотирьох «варіантах», що відрізняються один від одного переважно предметами одягу чи обладунків.
Поєдинки проходять на «сценах», яких у грі також одинадцять. Серед них — таверна, храм Ареса, ліс амазонок, табір розбійників, святилище Дахока. В режимі «Квест» кожний з персонажів з'являється тільки у визначених «сценах»: наприклад, поєдинок з Автоліком відбувається у замку, з Джоксером — у таверні, з Цезарем — на арені гладіаторів у Римі і т. д.
Під час поєдинків здоров'я персонажів позначається індикатором, схожим на меч.